# Milan Mladenović
Milan Mladenović, född 21 september 1958 i Zagreb, död den 5 november 1994 i Belgrad, poet och en av de mer kända och populära musikerna i forna Jugoslavien. Han var också låtskrivare och spelade gitarr i gruppen Ekaterina Velika, som i sin början hette Katarina II. Före de jugoslaviska krigen krig samlade han och flera rock- och popmusiker från alla dåvarande jugoslaviska delstater och grundade en rörelse så kallad Rimtutituki. Deras verk var inriktade mot krigen och dessutom mot splittringen av det dåvarande Jugoslavien. Gruppen Ekaterina Velika gjorde stor succé och är populära även idag. Milan Mladenović och Ekaterina Velika har blivit en kult, inte bara i Serbien, utan i hela fd Jugoslavien och deras låtar spelas fortfarande av många cover-grupper.